# Papežská komise pro ochranu nezletilých
Papežská komise pro ochranu nezletilých (it. Pontificia Commissione per la Tutela dei Minori) je komise pracující v Římské kurii, která je poradním orgánem papeže, kterému podává návrhy pro to, aby se zabránilo zneužívání mladistvých v katolické církvi.

## Vznik
Papežská komise pro ochranu nezletilých byla zřízena 22. března 2014 a stanovy obdržela 8. května 2015. Komise byla založena jako papežův poradní orgán, který má podávat návrhy týkající se prosazování odpovědnosti místních církví v ochraně všech nezletilých a neplnoprávných dospělých. Komise má podporovat místní odpovědnost v konkrétních církvích a spojovat jejich úsilí s ochranou Kongregace pro nauku víry o ochranu všech dětí a zranitelných dospělých.

## Stanovy Papežské komise
Papežská komise pro ochranu nezletilých je samostatným orgánem při Svatém stolci a veřejnou právnickou osobou. Sídlo Komise je ve Vatikánském městském státě. Účelem Komise je navrhnout iniciativy římskému papeži, přičemž návrhy předložené Komisí Svatému otci musí být schváleny dvoutřetinovou většinou členů. Komise se schází na plenárním shromáždění dvakrát ročně a během shromáždění jednají členové pod vedením předsedy. Členové, zaměstnanci a spolupracovníci pracovních skupin jsou povinni zachovávat profesní důvěrnost, pokud jde o zprávy nebo informace, o nichž se mohou dozvědět při plnění svých povinností a funkcí. Jazyky používané Komisí jsou italština, španělština a angličtina.

## Členové
Komise se může skládat z maximálně osmnácti členů, kteří jsou jmenovaní papežem na období tří let. Zvolení může proběhnout opakovaně. V komisi působí také předseda a generální sekretář, kteří jsou rovněž voleni na tříletá období. Odpovědností předsedy je zajištění řádného fungování Komise a řízení schůzí. Úlohou sekretáře je pomoc předsedovi při plnění povinností, jednání v běžných záležitostech, řízení kanceláře Komise, podpora spolupráce Komise a jednotlivých církví a institucí Římské kurie.
Komise má v současnosti celkem sedmnáct členů, odborníků z oblasti psychologie, psychiatrie, práva, společenských věd nebo morální teologie. Papežská komise rozvíjí činnost ve třech pracovních skupinách: dialog s oběťmi, výchova a formace, směrnice a normy pro ochranu nezletilých. Do února roku 2017 byla členkou také Marie Collins, která se v dětství sama stala obětí sexuálního násilí. V březnu 2021 byl papežem jmenován nový člen komise, chilský novinář Juan Carlos Cruz, který byl stejně jako Collins obětí sexuálního zneužití.

### Seznam předsedů komise
- 2013–2025: Seán Patrick kardinál O'Malley. O'Malleyho vybral papež František, aby vedl Papežskou komisi v roce 2013 poté, co sloužil v mnoha diecézích zasažených skandály sexuálního zneužívání dětí.
- od 2025: Thibault Verny [10]

## Aktivity a dění
Činnostmi Papežské komise pro ochranu nezletilých jsou setkání s představiteli biskupských konferencí, spolupráce na vypracovávání směrnic na ochranu pro jednotlivé místní církve, vzdělávání a zavádění nezbytných ochranných mechanismů a pomoc obětem zneužívání. Papežská komise také organizuje dny modliteb a pokání, nebo studijní dny s mezinárodními odborníky na téma sexuálních deliktů a jejich implikací, s důrazem na prevenci.
V červnu 2015 komise vyzvala papeže Františka, aby zřídil vatikánský tribunál, který by soudil biskupy obviněné z toho, že nechrání děti před sexuálním zneužíváním. V únoru 2016 se komise potýkala s kritikou, týkající se slibu papeže Františka o „nulové toleranci“ pro sexuální zneužívání a krytí této činnosti duchovními. V roce 2016 také všichni členové Komise společně zhlédli film Spotlight, založený na skutečných událostech o systematickém krytí zneužívání páchaného více než 70 katolickými kněžími.
V roce 2019 byl představen Virtuální poradní panel (Virtual Survivor's Advisory Panel), který má za cíl poskytnout společné a bezpečné místo pro osoby, které se staly oběťmi sexuálního zneužití. První pátek postní doby se církev v modlitbě obzvláště zaměřuje na oběti sexuálního zneužívání, probíhají zvláštní bohoslužby a modlitby. V únoru 2021 Myriam Wijlens, profesorka kanonického práva na univerzitě v Erfurtu a členka Papežské komise pro ochranu nezletilých uvedla, že práce Komise se v poslední době zaměřila na vyvážení důvěrnosti, transparentnosti a odpovědnosti.

## Safeguarding

### Normy safeguardingu
Označení safeguarding pochází z angličtiny a jde o zajištění toho, že zranitelné osoby nebudou zneužívány a vykořisťovány. Vikariát ve Vatikánu vydal dne 26. března 2019 Pokyny pro ochranu dětí a zranitelných osob. Pokyny byly přijaty papežem Františkem.

#### Pastorační pracovníci
U pastoračních pracovníků musí být ověřena trestní bezúhonnost, zejména absence trestných činů na nezletilých. Pastorační pracovníci musí absolvovat školení o zneužívání, vykořisťování a nevhodném chování vůči nezletilým, musí vědět jak tyto činy identifikovat a jak jim předcházet. Pastorační pracovníci jsou informování o vhodné a nevhodné interakci s nezletilými.

#### Pastorační činnost
Při pastorační činnosti je vždy nutné dbát na ochranu nezletilých. Jedná se konkrétně o přísný zákaz navazovaní preferenčních vztahů, vykonávání tělesných trestů, vystavovaní nebezpečným situacím, urážení, diskriminaci, chovaní se nevhodně nebo sexuálně sugestivně, fotografovaní nebo natáčení bez písemného souhlasu. Naopak by pracovníci měli při pastorační činnosti být pozitivními vzory, být obezřetní, respektovat soukromí a v případě nebezpečného chování ho vždy nahlásit kontaktní osobě a informovat rodiče nebo zákonné zástupce o všech důležitých událostech a opatřeních.

#### Informovaný souhlas
Při pastorační činnosti s nezletilými je vždy nutné získat písemný souhlas rodičů nebo zákonných zástupců. Souhlas platí i pro pořizování fotografií či videí.

#### Zacházení se zprávami o nevhodném chování
Jakékoliv nevhodné chování, i když se nejedná o trestný čin, musí být neprodleně nahlášeno a citlivě řešeno. O nevhodném chování na nezletilém musí být informováni rodiče nebo zákonní zástupci. Pokud je podána stížnost, je autor vyzván před tribunál do Vatikánu k formalizaci zprávy a předpokládaný viník je vyloučen z pastoračních aktivit. V průběhu řízení je trestné chování ověřováno. Zachovává se presumpce neviny.
Oběti a jejich rodiny mají právo na vyslechnutí, pomoc a podporu. Generální vikář, sám nebo prostřednictvím kontaktní osoby, musí zajistit duchovní pomoc. Zároveň musí být nabídnuta sociální, zdravotní, terapeutická a právní pomoc. Právo na duchovní a sociální pomoc mají i pachatelé činnů.

### Safeguarding v katolických organizacích
Téma safeguardingu, neboli ochrany dětí a znevýhodněných osob se věnují všechny významné světové humanitární a sociální organizace. Příkladem katolické organizace může být Charita Česká republika. Charita Česká republika pracuje v oblastech, ve kterých mohou lidé zažít pocit bezmoci, která je zvýšena hlavně během humanitárních krizí. Odpovědností pracovníků Charity Česká republika je udělat vše, co je možné, aby se předešlo sexuálnímu vykořisťování, zneužívání a obtěžování, a to jak v rámci zahraničních misí, tak v České republice. Každý pracovník je seznámen s příslušnou směrnicí, absolvuje online školení a podepisuje potvrzující prohlášení o absenci usvědčení z trestného činu nebo přestupku souvisejícího se zneužíváním. Bezúhonnost se dokládá také předložením výpisu z trestního rejstříku.

### Kontaktní místo v České republice
Zprostředkování péče a pomoci nezletilým a zranitelným osobám v České republice, které se staly oběťmi zneužití v prostředí církve, je zajištěno přes kontaktní místo zřízení Českou biskupskou konferencí. Klientům zprostředkovává odbornou duchovní a sociální péči, včetně terapeutické a psychologické pomoci, a poskytuje orientační právní rady. Kontakt probíhá pomocí bezpečné anonymní telefonní linky nebo prostřednictvím psaných zpráv.